# Lucie Englisch
Lucie Englisch, nata Aloisia Paula Englisch (Baden, 8 febbraio 1902 – Erlangen, 12 ottobre 1965), è stata un'attrice austriaca.

## Biografia
Il suo vero nome era Aloisia Paula Englisch. Figlia dell'uomo d'affari Ernst Englisch e di Theresia Huemer, inizia a recitare quando è ancora studentessa nel Teatro di Baden, dove si fa inizialmente conoscere con il nome Luisl Englisch e, dopo aver completato la formazione della recitazione, nel 1923 debutta al Lyzeum di Vienna come attrice. Passa presto ad altri teatri viennesi, quindi tra il 1926 e il 1928 ha un ingaggio presso il Neuen Theater di Francoforte e, alla fine del 1928, approda nei teatri di Berlino.
Nel 1929, inizia la carriera cinematografica che durerà fino al 1963 con quasi 150 film interpretati, con una parentesi forzata dovuta alla fine della guerra, dal 1944 al 1950. I ruoli suoi prediletti sono quelli brillanti e apertamente comici, accanto al duo danese Pat & Patachon nel 1937 e, nel dopoguerra, con la coppia comica bavarese Joe Stockel e Beppo Brem, quindi accanto a Heinz Erhardt, Sonja Ziemann e Willy Fritsch. Negli ultimi anni lavora anche in televisione.

## Vita privata
Lucie Englisch era sposata con il drammaturgo e regista Heinrich Fuchs, dal quale ebbe nel 1933 il figlio Peter Fuchs. Rimase vedova nel 1961. Morì all'età di 63 anni, colpita da un cancro al fegato.
È sepolta accanto al marito, nel cimitero della Westerbuchberg am Chiemsee.

## Filmografia
- La notte è nostra (Die Nacht gehört uns), regia di Carl Froelich e Henry Roussel (1929)
- Alimente, regia di Carl Boese (1930)
- Ruhiges Heim mit Küchenbenutzung. Das Mädel von der Operette, regia di Carl Wilhelm (1930)
- Der Witwenball, regia di Georg Jacoby (1930)
- Eco della montagna (Das lockende Ziel), regia di Max Reichmann (1930)
- Das Rheinlandmädel, regia di Johannes Meyer (1930)
- Zweimal Hochzeit, regia di E.W. Emo (1930)
- Komm' zu mir zum Rendezvous, regia di Carl Boese (1930)
- Ein Walzer im Schlafcoupé, regia di Fred Sauer (1930)
- Drei Tage Mittelarrest, regia di Carl Boese (1930)
- Zwei Menschen, regia di Erich Waschneck (1930)
- Kasernenzauber, regia di Carl Boese (1931)
- Schuberts Frühlingstraum, regia di Richard Oswald (1931)
- Die große Attraktion, regia di Max Reichmann (1931)
- Der Schrecken der Garnison, regia di Carl Boese (1931)
- Um eine Nasenlänge, regia di Johannes Guter (1931)
- Der ungetreue Eckehart, regia di Carl Boese (1931)
- So'n Windhund, regia di Carl Heinz Wolff (1931)
- Dienst ist Dienst, regia di Carl Boese (1931)
- Reserve hat Ruh, regia di Max Obal (1931)
- Hurra - ein Junge!, regia di Georg Jacoby  (1931)
- Keine Feier ohne Meyer , regia di Carl Boese (1931)
- Mein Leopold, regia di Hans Steinhoff (1931)
- Der unbekannte Gast
- La contessa di Montecristo  (Die Gräfin von Monte-Christo), regia di Karl Hartl (1932)
- Aus einer kleinen Residenz, regia di Erich Schönfelder (1932)
- Ballhaus goldener Engel, regia di Georg C. Klaren (1932)
- Annemarie, die Braut der Kompanie, regia di Carl Boese (1932)
- Die Unschuld vom Lande, regia di Carl Boese (1933)
- Die kalte Mamsell, regia di Carl Boese (1933)
- Heimat am Rhein, regia di Fred Sauer (1933)
- Gretel zieht das große Los, regia di Carl Boese (1933)
- Meine Frau, die Schützenkönigin, regia di Carl Boese (1934)
- Wenn ein Mädel Hochzeit macht, regia di Carl Boese (1935)
- Ein falscher Fuffziger, regia di Carl Boese (1935)
- Der Kampf mit dem Drachen, regia di Franz Seitz (1935)
- Der mutige Seefahrer, regia di Hans Deppe (1935)
- L'allegro postiglione (Der König lächelt - Paris lacht), regia di Carl Lamac (1936)
- Der ahnungslose Engel, regia di Franz Seitz (1936)
- Du kannst nicht treu sein, regia di Franz Seitz (1936)
- Dove canta l'allodola (Wo die Lerche singt), regia di Carl Lamac (1936)
- Der lachende Dritte, regia di Georg Zoch (1936)
- Eine Nacht mit Hindernissen, regia di Carl Boese (1937)
- Pat und Patachon im Paradies, regia di Carl Lamac (1937)
- So weit geht die Liebe nicht, regia di Franz Seitz (1937)
- Die Landstreicher, regia di Carl Lamac (1937)
- Die verschwundene Frau, regia di E.W. Emo (1937)
- Sangue d'artista (Immer wenn ich glücklich bin..!), regia di Carl Lamac (1938)
- Peccati d'amore (Finale), regia di Géza von Bolváry (1938)
- L'ussaro (Ihr Leibhusar), regia di Hubert Marischka (1938)
- Kleines Bezirksgericht, regia di Alwin Elling (1938)
- Mia moglie si diverte (Unsere kleine frau), regia di Paul Verhoeven (1938)
- Marionette, regia di Carmine Gallone (1939)
- Il sogno di Butterfly, regia di Carmine Gallone (1939)
- Rheinische Brautfahrt, regia di Alois Johannes Lippl (1939)
- Il peccato di papà (Der ungetreue Eckehart), regia di Hubert Marischka (1940)
- Weltrekord im Seitensprung, regia di Georg Zoch (1940)
- Amami Alfredo, regia di Carmine Gallone (1940)
- Herzensfreud - Herzensleid, regia di Hubert Marischka (1940)
- Frieder und Catherlieschen, regia di Hubert Schonger (1940)
- Was geschah in dieser Nacht, regia di Theo Lingen (1941)
- Ballo con l'imperatore (Tanz mit dem Kaiser), regia di Georg Jacoby (1941)
- Die heimlichen Bräute, regia di Johannes Meyer (1942)
- So ein Früchtchen, regia di Alfred Stöger (1942)
- Tre ragazze viennesi (Drei tolle Mädels), regia di Giuseppe Fatigati e Hubert Marischka (1942)
- Avventura di lusso (Ein Zug fährt ab), regia di Johannes Meyer (1942)
- Ein Walzer mit dir, regia di Hubert Marischka (1943)
- Fahrt ins Abenteuer, regia di Jürgen von Alten (1943)
- Spiel mit der Liebe, regia di Alfred Stöger (1944)
- Philine, regia di Theo Lingen (1949)
- Der Dorfmonarch, regia di Joe Stöckel (1950)
- Die Kreuzlschreiber, regia di Eduard von Borsody (1950)
- Alles für die Firma, regia di Ferdinand Dörfler (1950)
- Der Theodor im Fußballtor, regia di E.W. Emo (1950)
- Schwarzwaldmädel, regia di Hans Deppe (1950)
- Es liegt was in der Luft, regia di E.W. Emo (1950)
- Wildwest in Oberbayern, regia di Ferdinand Dörfler (1951)
- Tanz ins Glück, regia di Alfred Stöger (1951)
- Drei Kavaliere, regia di Joe Stöckel (1951)
- Das weiße Abenteuer, regia di Arthur Maria Rabenalt (1952)
- Der eingebildete Kranke
- Der Mann in der Wanne, regia di Franz Antel (1952)
- Mönche, Mädchen und Panduren, regia di Ferdinand Dörfler (1952)
- Mikosch rückt ein
- Karneval in Weiß, regia di Hans Albin e Harry R. Sokal (1952)
- Die Fiakermilli, regia di Arthur Maria Rabenalt (1953)
- Der keusche Josef, regia di Carl Boese (1953)
- Tante Jutta aus Kalkutta, regia di Karl Georg Külb  (1953)
- Auf der grünen Wiese, regia di Fritz Böttger (1953)
- Die Nacht ohne Moral, regia di Ferdinand Dörfler (1953)
- Die fünf Karnickel, regia di Kurt Steinwendner, Paul Löwinger (1953)
- Die heilige Lüge, regia di Wolfgang Liebeneiner (1954)
- Der treue Husar, regia di Rudolf Schündler (1954)
- ...und ewig bleibt die Liebe, regia di Wolfgang Liebeneiner (1954)
- Der Engel mit dem Flammenschwert , regia di Gerhard Lamprecht (1954)
- Oh, diese lieben Verwandten , regia di Joe Stöckel (1955)
- Seine Tochter ist der Peter, regia di Gustav Fröhlich (1955)
- Liebe ist ja nur ein Märchen, regia di rthur Maria Rabenalt (1955)
- Der Jäger vom Roteck, regia di Hermann Kugelstadt (1956)
- IA in Oberbayern, regia di Hans Albin (1956)
- Dove rumoreggia il torrente (Wo der Wildbach rauscht), regia di Heinz Paul (1956)
- Der Glockengießer von Tirol, regia di Richard Häussler (1956)
- II-A in Berlin, regia di Hans Albin (1956)
- ...wie einst Lili Marleen, regia di Paul Verhoeven (1956)
- Johannisnacht, regia di Harald Reinl (1956)
- Zwei Bayern in St. Pauli, regia di Hermann Kugelstadt (1956)
- Die Magd von Heiligenblut, regia di Alfred Lehner (1956)
- Der Glücksbringer, regia di Volker von Collande (1957)
- Vater macht Karriere, regia di Carl Boese (1957)
- Familie Schimek, regia di Georg Jacoby (1957)
- Zwei Bayern im Urwald, regia di Ludwig Bender (1957)
- Tante Wanda aus Uganda, regia di Géza von Cziffra (1957)
- Liebe, wie die Frau sie wünscht , regia di Wolfgang Becker (1957)
- Ober zahlen, regia di E.W. Emo (1957)
- Hoch droben auf dem Berg, regia di Géza von Bolváry (1957)
- Der Jungfrauenkrieg, regia di Hermann Kugelstadt (1957)
- Der Wilderer vom Silberwald, regia di Otto Meyer (1957)
- Die fidelen Detektive regia di Hermann Kugelstadt (1957)
- Der Pfarrer von St. Michael, regia di Wolfgang Glück (1957)
- Heiratskandidaten, regia di Hermann Kugelstadt (1958)
- Hallo Taxi, regia di Hermann Kugelstadt (1958)
- Sag ja, Mutti, regia di Alfred Lehner (1958)
- Wehe wenn sie losgelassen..., regia di Géza von Cziffra (1958)
- Gräfin Mariza, regia di Rudolf Schündler (1958)
- Mein Schatz ist aus Tirol, regia di Hans Quest (1958)
- Der Raub der Sabinerinnen, regia di Hermann Pfeiffer - film tv (1959)
- Herrn Josefs letzte Liebe, regia di Hermann Kugelstadt (1959)
- I trafficanti di Singapore (Peter Voss, der Held des Tages), regia di Georg Marischka (1959)
- Hubertusjagd, regia di Hermann Kugelstadt (1959)
- Das Missverständnis, regia di Hermann Pfeiffer - film tv (1960)
- Der Held meiner Träume, regia di Arthur Maria Rabenalt (1960)
- Der letzte Fussgänger, regia di Wilhelm Thiele (1960)
- Mal drunter - mal drüber, regia di Helmut Weiss (1960)
- Der Gauner und der liebe Gott, regia di Axel von Ambesser (come Axel v. Ambesser) (1960)
- Festival, regia di César F. Ardavín (1961)
- Drei weiße Birken, regia di Hans Albin (1961)
- Frau Holle
- Graf Schorschi - film tv
- Zwei Bayern in Bonn, regia di Rudolf Lubowski (1962)
- Als ich beim Käthele im Wald war, regia di Fritz Stapenhorst (1963)
- Die Entwicklungshilfe, regia di Ernst Schmucker (1964)
- Und das vor der Hochzeit, regia di Wolfgang Lesowsky e Peter Loos (1965)
- Der alte Feinschmecker - film tv (1965)